# یوری ساهاکیان
یوری هاکوبی ساهاکیان (ارمنی: Յուրի Հակոբի Սահակյան؛  زادهٔ ۲۲ ژوئیهٔ ۱۹۳۷ - درگذشته ۲۴ نوامبر ۲۰۱۹)، شاعر و نویسنده ادبیات کودکان اهل ارمنستان بود.

## زندگی‌نامه
وی در ۲۲ ژوئیه ۱۹۳۷ در آیگستان به دنیا آمد و در سال ۱۹۶۶ از دانشکده فلسفه دانشگاه دولتی ایروان فارغ‌التحصیل گشت و در بین سال‌های ۱۹۷۱ تا ۱۹۷۳ در انستیتو ادبیات ماکسیم گورکی تحصیل نمود. وی ساکن ایروان بود. ساهاکیان از سال ۱۹۶۸ عضو اتحاد نویسندگان شوروی بود. وی برنده جوایزی همچون مدال طلای وزارت فرهنگ جمهوری ارمنستان و چهره فرهنگی شایسته جمهوری ارمنستان شد. وی در ۲۴ نوامبر ۲۰۱۹ در سن ۸۲ سالگی در درگذشت.